# Tony Sings the Great Hits of Today!
| Recensione | Giudizio |
| ---------- | -------- |
| Allmusic   | [ 1 ]    |

Tony Sings the Great Hits of Today! è un album discografico del cantante statunitense Tony Bennett pubblicato nel 1970 dalla Columbia Records.
Tentativo di modernizzare il repertorio di Bennett in un momento stagnante della sua carriera, l'album include reinterpretazioni di canzoni dei Beatles e di altri artisti contemporanei dell'epoca. Critica musicale e Bennett stesso considerano questo disco uno dei suoi peggiori.

## Descrizione
Il presidente della Columbia Records, Clive Davis, notando che le vendite degli album di Bennett erano in stabile decrescita, decise che il cantante avrebbe dovuto incidere materiale più contemporaneo. In seguito Davis scrisse: "Musicalmente, Tony stava segnando il passo. Il suo repertorio era datato, e il pubblico non lo stava più comprando." Simili pressioni erano state fatte Lena Horne, Barbra Streisand e Mel Tormé, tutti invitati a registrare canzoni rock contemporanee. Alcuni artisti dell'epoca, come Horne e Peggy Lee, colsero l'opportunità di rinnovarsi con piacere, a differenza di Bennett.
Bennett raccontò in merito: «Ho iniziato a pianificare il disco ascoltando tutti i successi attuali che potevo sopportare. Voglio dire, alcune delle canzoni mi hanno fatto venire fisicamente la nausea.» Davis riportò che Bennett vomitò prima della prima sessione di registrazione dell'album. Mentre molti degli autori delle canzoni interpretate nel disco, come Lennon-McCartney, Burt Bacharach e Hal David, erano molto considerati in ambito musicale, ma Bennett non aveva nessun genuino feeling per il loro stile.
Allmusic afferma che di tutte le canzoni provate da Bennett in Tony Sings the Great Hits of Today!, Is That All There Is? era l'unica verso la quale dimostrò un minimo di entusiasmo. La scelta da parte di Bennett di recitare, anziché cantare, parzialmente le strofe di Eleanor Rigby dei Beatles generò la maggior parte delle critiche, con Will Friedwald che scrisse sembrava recitasse Elegia scritta in un cimitero campestre di Thomas Gray e la rivista Time descrisse l'interpretazione di Bennett "alla William Shatner" riferendosi alla versione di Lucy in the Sky with Diamonds data dall'attore di Star Trek nel suo album The Transformed Man del 1968.
La Columbia tentò anche di capitalizzare sulla moda dell'epoca dello stile grafico delle copertine degli album musicali, con un design vagamente psichedelico alla Peter Max.

## Pubblicazione
L'album fu pubblicato il 7 gennaio 1970. L'obiettivo di vendite non venne raggiunto, e l'album si posizionò solo alla posizione numero 144 della classifica Billboard 200. Il passare del tempo non ha apparentemente migliorato il giudizio sull'album; negli anni 2000, Allmusic e Time si riferirono ad esso come ad un "disastro".
Anni dopo, Bennett ricordò ancora il suo sgomento per la richiesta della Columbia di eseguire materiale contemporaneo, paragonandolo a quando sua madre sarta fu costretta a produrre un vestito a buon mercato. L'album ha anche contribuito ad accelerare la fuoriuscita di Bennett dalla sua etichetta. Egli disse: «Ho lasciato la Columbia Records per un motivo: mi stavano costringendo a cantare canzoni contemporanee e non riuscivo a sopportarlo. In realtà ho rigurgitato quando ho realizzato quell'orribile album, mi sono ammalato fisicamente [...] Se davvero adoro una canzone, entro nella fase creativa e cerco di ottenere la versione definitiva della canzone che renda giustizia al compositore. Questo è il modo nel quale lavoro. E la Columbia non me lo permetteva più».

## Tracce
1. MacArthur Park (Jimmy Webb) – 3:22
2. Something (George Harrison) – 3:18
3. The Look of Love (Burt Bacharach, Hal David) – 2:49
4. Here, There and Everywhere (John Lennon, Paul McCartney) – 2:44
5. Live for Life (Norman Gimbel, Francis Lai) – 3:43
6. Little Green Apples (Bobby Russell) – 2:49
7. Eleanor Rigby (John Lennon, Paul McCartney) – 3:40
8. My Chérie Amour (Henry Cosby, Sylvia Moy, Stevie Wonder) – 3:50
9. Is That All There Is? (Jerry Leiber, Mike Stoller) – 3:25
10. Here (Gene Lees) – 3:36
11. Sunrise, Sunset (Jerry Bock, Sheldon Harnick) – 3:37

## Formazione
- Tony Bennett - voce
- John Bunch - pianoforte